# Marianne Schaller
Marianne Romero Orellano conocida como Marianne Schaller (Barranquilla, 2 de noviembre de 1983) es una actriz y cantante colombiana, reconocida por su carrera como cantante (en la que utiliza el seudónimo de «Bemba Colorá») y por su aparición en las series de televisión La ronca de oro y Los Morales,  La Nocturna y en la película Periodo de prueba.

## Carrera
Marianne Romero nació en la ciudad de Barranquilla. Desde muy pequeña se interesó en la música y en el teatro, algo que se intensificó cuando viajó con sus padres a Brasil. Tras su regreso al país, Marianne empezó a destacar tanto en la música como en el cine, el teatro y la televisión. Con su proyecto musical, «Bemba colorá», Schaller ha grabado algunas producciones discográficas. También ha hecho parte del musical para teatro denominado Mujeres a la plancha, en el que ha compartido escenario con actrices como Carolina Gaitán, Verónica Orozco y Adriana Bottina.
Como actriz, Schaller ha aparecido en las series de televisión El man es Germán (2011), Mujeres al límite (2012), La ronca de oro (2014), Fugitivos (2014) y Los Morales (2017). En 2018 protagonizó la película de René Castellanos y Cristhiam Gerardo Osorio Periodo de prueba, en la que compartió reparto con Jimmy Vásquez y Lorna Cepeda.

## Filmografía

### Televisión
- 2022 - Las Villamizar ... Lucrecia Morales
- 2021 - Enfermeras ... Katy Tenorio
- 2020 - Libre y Ocupado (serie colombiana) Priscila
- 2020 - La Nocturna... Margarita Loaiza
- 2018 - Hipster (serie de televisión) Sofía
- 2017 - Los Morales .... Dionisia Araujo
- 2016 - La viuda negra 2
- 2014 - Fugitivos .... Verónica
- 2014 - La ronca de oro .... Clarissa de las Américas
- 2014 - La selección Clara Marquez
- 2012 - Mujeres al límite .... Varios personajes
- 2012 - Amor de Carnaval Melisa Slebi
- 2011 - El Joe, la leyenda Scarlet
- 2011 - El man es Germán María

### Cine
- 2019 - No andaba muerto, estaba de parranda
- 2018 - Periodo de prueba

## Discografía
- 2022 - “Lockdown”
- 2017 - Contigo
- 2011 - Es así
- 2009 - Un nuevo amanecer
- 2007 - Marianne